# Пневматична ванна

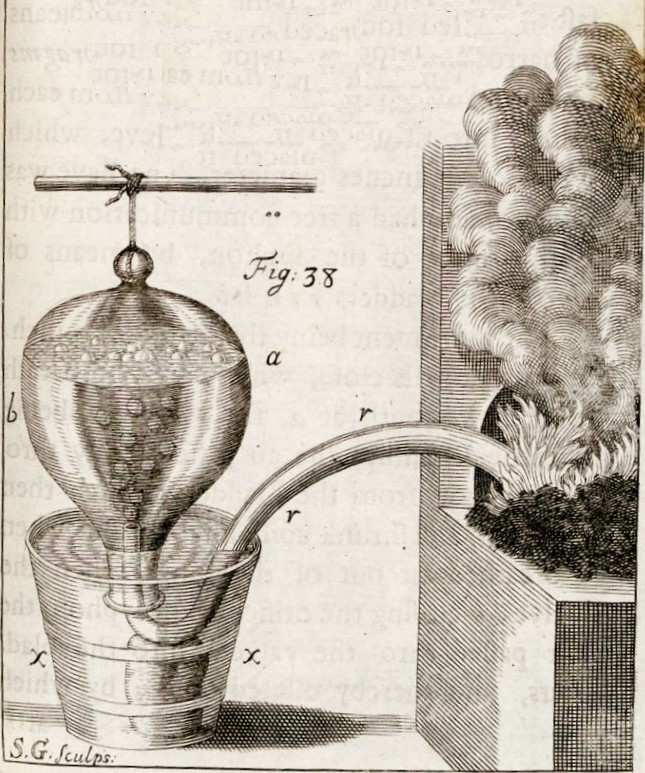
Пневматична ванна С. Гейлса.

Пневмати́чна ва́нна — апарат, що дозволяє здійсніти відбір та ізоляцію певних об'ємів тих чи інших газів. Винайдена 1724 року англійським ботаніком Стівеном Гейлсом. За допомоги пневматичної ванни він зміг зібрати гази, що виділялися при нагріванні твердих тіл.

## Історія
Прилад С. Гейлса являв собою посудину з водою, обернену догори дном і занурену у ванну з водою. До шийки посудини було підведено вигнуте рушничне дуло. У дуло уміщувались різноманітні речовини. При нагріванні речовин у вигнутому дулі вони розкладалися і з них виділялися гази, що збиралися у наповненій водою скляній посудині.
Досліди Гейлса показали, що «повітря» входить до складу більшості тіл, приймаючи в них «тверду форму», а при розчиненні або випалюванні цих тіл «повітря» знову виділяється. Винахід пневматичної ванни С. Гейлсом сприяло успіхам газової хімії, надавши вченим зручний прилад, що дозволяв збирати гази.